# アントニオ・マリア・ヴァルサルヴァ
アントニオ・マリア・ヴァルサルヴァ（イタリア語: Antonio Maria Valsalva、1666年1月17日 - 1723年2月2日）とは、イタリアの解剖学者である。ヴァルサルヴァ法の由来にもなった。エウスタキオ管（ユースタキー管）の命名者でもある。
彼の研究は耳の解剖学に焦点を合わせていた。彼は耳管という用語を作り出し、1740年に死後に出版された彼の著作の中でバルサルバの大動脈洞について解説がある。

## 研究

オペラ、1741年